# Sharon Marley
Sharon Marley Prendergast (Kingston, 23 novembre 1964) è una cantautrice giamaicana.

## Biografia
È la figlia biologica di Rita Marley ed è stata adottata da Bob quando i due si sono sposati.

## Carriera

### 1980-1999: I The Melody Makers
Su richiesta di suo padre Bob Marley, solo dopo la sua morte, assieme ai suoi fratelli entra a far parte dei Melody Makers. La loro visione, però, era simile al desiderio di suo padre, quello di mettere insieme persone attraverso la musica e il suono di pop-reggae. La band è composta da quattro dei dieci figli di Bob Marley: Ziggy, Stephen, Cedella e Sharon. Il suo fratello Ziggy era il leader del gruppo.
Nel 1989, ha interpretato Jody nel film The Mighty Quinn e la sua canzone "I'm Hurting Inside", viene usata come colonna sonora.

### 2002-presente: Disgregazione dei Melody Makers e lavori recenti
Nel 2002, il gruppo si è sciolto dopo il loro tour mondiale. Sharon ora bilancia la sua abilità sul palco con il business caraibico del gruppo Ghetto Youth United, gruppo di sostegno dei Melody Makers e come curatrice del Museo Bob Marley. È direttrice generale del Total Care Learning Center (TCLC) a Kingston, in Giamaica

## Vita privata
Sharon ha quattro figli: Donisha, Ingermar, Matthew e Peter-Shane.